# Sporting Mertzig
Sporting Mertzig (lux. Sporting Mäerzeg) is een Luxemburgse voetbalclub uit Mertzig. De clubkleuren zijn blauw en wit. 

## Geschiedenis
De club werd in 1925 opgericht als Club Sportif Mertzig en nam in 1934 de naam FC Sporting Mertzig aan. Tijdens de Duitse bezetting (1940-1944) ging de club door het leven als FK Mertzig. In 1952 hield Mertzig op te bestaan, om in 1961 heropgericht te worden.
Hoogtepunt uit de clubhistorie was de promotie in 1995 naar de hoogste afdeling van het Luxemburgse voetbal, de Nationaldivisioun. Acht seizoenen lang hield de club zich staande in de hoogste divisie, totdat in 2003 veel sponsoren de club verlieten en degradatie volgde naar de Éirepromotioun. 
In de Luxemburgse bekercompetitie bereikte Sporting Mertzig tweemaal de halve finale: in de seizoenen 1991/92 en 1999/00.

## Bekende spelers
- Laurent Deville
- Patrick Posing
- Sébastien Rémy
- Carlo Weis
- Mikhail Zaritskiy